# Eva Rueber-Staier

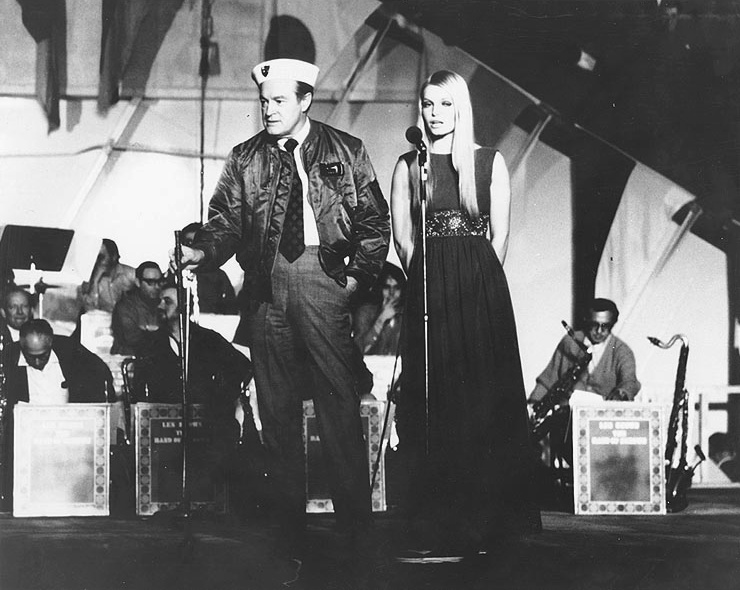
Bob Hope und Eva Rueber-Staier treten 1969 auf dem Flugzeugträger Saratoga auf.

Eva Rueber-Staier, verheiratete Eva Cowan, (* 20. Februar 1951 in Bruck an der Mur, Steiermark) ist eine österreichische Schauspielerin und ehemalige Miss World.

## Leben
Sie gewann den Titel einer Miss Austria und nahm an dem Miss-Universe-Wettbewerb 1969 teil, wo sie es unter die 15 Semifinalistinnen schaffte. Im gleichen Jahr gewann sie den Miss-World-Bewerb und trat auch bei der Bob-Hope-USO-Tour in Vietnam auf.
In ihrer Karriere als Filmschauspielerin spielte sie eine wiederkehrende Rolle in der James-Bond-Filmreihe: Sie spielte General Gogols Assistentin Rubelvitch im Film Der Spion, der mich liebte, in In tödlicher Mission sowie Octopussy.
Sie wohnte 23 Jahre in Pinner mit ihrem Ehemann, dem Herausgeber Brian Cowan, und ihrem Sohn Alexander. Nacktaufnahmen von ihr erschienen im Soft-Porno-Magazin Mayfair in Großbritannien. Weiters spielte sie das Cadbury’s-Flake-Mädchen in einem Ski-Werbefilm von Ridley Scott und 1969 das Aschenputtel in Rolf Thieles Erotikfilm Grimms Märchen von lüsternen Pärchen.

## Filmografie
- 1969: Grimms Märchen von lüsternen Pärchen
- 1974: Doctor at Sea (Fernsehserie, eine Folge)
- 1974: Mach’ weiter, Dick! (Carry On Dick)
- 1975: Mondbasis Alpha 1 (Fernsehserie, eine Folge)
- 1976: The Chiffy Kids (Fernsehserie, eine Folge)
- 1976: Cinderellas silberner Schuh (The Slipper and the Rose: The Story of Cinderella)
- 1977: James Bond 007 – Der Spion, der mich liebte (The Spy Who Loved Me)
- 1977: Odd Man Out (Fernsehserie, eine Folge)
- 1981: James Bond 007 – In tödlicher Mission (For Your Eyes Only)
- 1983: James Bond 007 – Octopussy (Octopussy)